# 茶荣大学
茶荣大学是位于越南茶荣省首府茶荣市的一所公立本科大学。

## 歷史沿革
茶荣大学原本为加拿大援助越南建立的茶荣社区学院，2006年6月，越南副总理范家谦签署141/2006/QĐ-TTg号政令，将茶荣社区学院升格为本科层次的茶荣大学，并由茶荣省人民委员会主管。2011年，越南总理阮晋勇同意将茶荣高等师范专科学校并入茶荣大学。2019年，茶荣大学通过了越南教育部本科教学工作审核评估。除了茶荣市本校区外，该校也在梂昂縣、沿海县设有分校区。

## 学科设置
该校设置有13个本科科系，分别为農漁業，工程與技術、醫藥學、經濟學、法學、外語、應用化學、基礎科學、教育學、南高棉语言文化藝術、行政管理-导游，政治理論师范系等科系。其中，该校已经有6个专业获得了国际企业管理认证（FIBAA）和東協大學聯盟质量保障之认证。此外，该校也为高棉族等少数民族设立了预科系。

## 对外交流
茶荣大学为亞太大學交流會成员，并积极主动与各国高等院校建立联系，2020年，该校已经与世界18个国家的近100个外国伙伴签署交流合作协议。